# Unión Soviética en los Juegos Olímpicos de Sapporo 1972
La Unión Soviética estuvo representada en los Juegos Olímpicos de Sapporo 1972 por un total de 76 deportistas que compitieron en 9 deportes.  
El portador de la bandera en la ceremonia de apertura fue el esquiador de fondo Viacheslav Vedenin.

## Medallistas
El equipo olímpico soviético obtuvo las siguientes medallas:
| Nombre                                                           | Deporte               | Competición  |
| ---------------------------------------------------------------- | --------------------- | ------------ |
| Oro                                                              |                       |              |
| Alexandr Tijonov Rinat Safin Ivan Biakov Viktor Mamatov          | Biatlón               | 4 × 7,5 km M |
| Viacheslav Vedenin                                               | Esquí de fondo        | 30 km M      |
| Vladimir Voronkov Yuri Skobov Fiodor Simashev Viacheslav Vedenin | Esquí de fondo        | 4 × 10 km M  |
| Galina Kulakova                                                  | Esquí de fondo        | 5 km F       |
| Galina Kulakova                                                  | Esquí de fondo        | 10 km F      |
| Liubov Mujachova Alevtina Oliunina Galina Kulakova               | Esquí de fondo        | 3 × 5 km F   |
| Equipo                                                           | Hockey sobre hielo    | Torneo M     |
| Irina Rodnina Alexei Ulanov                                      | Patinaje artístico    | Parejas      |
| Plata                                                            |                       |              |
| Fiodor Simashev                                                  | Esquí de fondo        | 15 km M      |
| Alevtina Oliunina                                                | Esquí de fondo        | 10 km F      |
| Serguei Chetverujin                                              | Patinaje artístico    | Individual M |
| Liudmila Smirnova Andrei Suraikin                                | Patinaje artístico    | Parejas      |
| Vera Krasnova                                                    | Patinaje de velocidad | 1000 m F     |
| Bronce                                                           |                       |              |
| Viacheslav Vedenin                                               | Esquí de fondo        | 50 km M      |
| Valeri Muratov                                                   | Patinaje de velocidad | 500 m M      |
| Liudmila Titova                                                  | Patinaje de velocidad | 500 m F      |